# 边墙水库
边墙水库是中国陕西省延安市吴起县境内的一座水库，位于红柳河上，建于1978年。水库正常库容为5000万立方米，集雨面积为93平方千米，海拔为67米。